# Nomen dubium
A zoológiai nevezéktanban a nomen dubium (latin kifejezés, melynek jelentése „kétséges név”; a többesszáma nomina dubia) egy ismeretlen vagy kétséges használatú tudományos név. Megjegyzendő, hogy az ICBN-ben és az ICNB-ben a „nomen dubium” kifejezésnek nincs státusza.
A nomen dubium esetében lehetetlenné válhat annak eldöntése, hogy egy faj egy adott csoporthoz tartozik-e vagy nem. Ez akkor történhet meg, ha az eredeti típuspéldány vagy holotípus elvész vagy megsemmisül. A teljes nevezéktani kódex lehetővé teszi egy új példány vagy neotípus számára, e lehetőség választását.
Egy név akkor is nomen dubiummá válhat, ha a holotípusa töredékes vagy nem rendelkezik fontos, diagnosztikus jellemzőkkel. (Ez gyakori a kizárólag fosszíliák alapján ismert fajoknál.) Ilyen eseteknél a Zoológiai Nevezéktan Nemzetközi Kódexe a nevek stabilitásának megőrzése érdekében lehetővé teszi egy új típuspéldány vagy neotípus kiválasztását a nomen dubium számára.
75.5. Az névhez tartozó azonosíthatatlan típus vagy neotípus helyettesítése. Ha egy szerző úgy ítéli meg, hogy egy nevet viselő faj-csoport taxon taxonómiai azonossága nem határozható meg a meglevő nevet viselő típus által (például azért, mert a név egy nomen dubium) és ezáltal a stabilitás és az egyetemesség veszélybe kerül, a szerző felkérheti a Bizottságot, hogy plenáris hatásköre által [81. cikkely] érvénytelenítse a nevet viselő típust és jelöljön ki egy neotípust
.
Például 1885-ben a krokodilszerű archosaurus hüllőt, a Parasuchus hislopit Richard Lydekker egy premaxilláris rosztrum (a száj része) alapján írta le, de ez a továbbiakban már nem volt elegendő arra, hogy különbséget lehessen tenni a Parasuchus és közeli rokonai között. Ezáltal a Parasuchus hislopi nomen dubiummá vált. A texasi őslénykutató Sankar Chatterjee indítványozta egy új típuspéldány, egy teljes csontváz kijelölését. A Nemzetközi Zoológiai Nomenklatúra Bizottság megvizsgálta az esetet és 2003-ban jóváhagyta az eredeti példány tervezett neotípusra történő cseréjét.

## Fordítás
- Ez a szócikk részben vagy egészben  a   Nomen dubium című angol Wikipédia-szócikk ezen változatának fordításán alapul.  Az eredeti cikk szerkesztőit annak laptörténete sorolja fel. Ez a jelzés csupán a megfogalmazás eredetét és a szerzői jogokat jelzi, nem szolgál a cikkben szereplő információk forrásmegjelöléseként.